# Paladij
Paládij je kemični element, ki ima v periodnem sistemu simbol Pd in atomsko število 46. Ta redka srebrnkasto-bela prehodna kovina iz platinaste skupine je kemijsko podobna platini in jo pridobijo iz nekaterih bakrovih in nikljevih rud. Uporabljajo ga kot industrijski katalizator in za izdelavo nakita.
Vsrka lahko do 900 - krat večjo prostornino vodika od svoje, zaradi česar bi lahko bil primeren za rezervoarje zanj.